# Max Gorosch
Max Gorosch, (Estocolmo, 22 de enero de 1912 - Danderyd, 29 de enero de 1983) fue un lingüista sueco.
Era hijo del trabajador del metal David Gorosch y de Ester Schlemowitz. Max Gorosch se graduó de la escuela secundaria en 1931 y obtuvo un graduado en artes por la universidad de Estocolmo en 1936 para luego doctorarse en 1950 con un trabajo en español sobre los Fueros de Teruel bajo la dirección del hispanista Gunnar Tilander y ser nombrado profesor asociado en 1951. Era considerado cercano al sector cultural del régimen franquista a través de gente como María de los Dolores Lissen Delgado y Ernesto F. Cereceda.
A partir de 1958 fue profesor en la escuela de Danderyd en su país. En 1962 se convirtió en el director del departamento de lingüística aplicada en la universidad de Estocolmo. Durante los años 1944-1953 fue presidente del Club Se Habla Español. También fue secretario en la sección audiovisual de la sociedad y un miembro del grupo de debate judío de Estocolmo.
Max Gorosch usó El Fuero de Teruel como un libro de texto en español en Aprendemos el español (1952). Además, fue autor de Engelska utan (inglés sin libro), junto con Carl-Axel Axelsson, y de varios artículos sobre etimología, 3parentesco e historia del español-
En 1952, creó junto con el eslavista Birger Calleman dos nuevos departamentos en la universidad de Estocolmo, dedicados a la fonética y lingüística aplicada. Fue también fundador de la Association of Applied Linguistics in Modern Languages (AILA) y primer presidente de la Asociación Europea de Profesores de Español. De 1969 a 1979 fue catedrático de español en Copenhague.

## Obras
- Spansk Grammatik (Gramática española), 1949
- Una etimología árabe: Betamel, betalmez, beltamé, betam (1949), artículo
- Una etimología árabe: Ejea, Exea (1949), artículo en Studia Neophilologica
- El Fuero de Teruel (1951)
- Humoristas españoles modernos (1951)
- Vi lär oss Spanska: Aprendemos el español (1952)
- Beticambra, baticambra y cámara, cambra "retrete, letrina" (1960), artículo en Miscelánea filológica dedicada a Mons. A. Griera
- English Without a Book: A Bilingual Experiment in Primary Schools by Audiovisual Means (1964)
- English in the industrial Workshop (1965), artículo en el International Review of Applied Linguistics in Language Teaching
- Modern languages and the world of today (1967)
- Un sujeto indeterminado o general expresado por la segunda persona del singular: tú (1967), artículo en Revue Romane
- Textos prácticos (1968)
- La ensenanza de las lenguas modernas a los adultos (Teaching Modern Languages to Adults). (1972)
- Le presento (1973)
- Assessment intervariability in testing oral performance of adult students (1973), artículo en Errata: Papers in error analysis
- Report from the Vienna Working Groups-1st European LSP Symposium, Vienna, August 1978, artículo en el Unesco Alsed-LSP Newsletter
- LSP in the Swedish Educational System (1978), artículo en el Unesco Alsed-LSP Newsletter
- Introducción a la cultura de España (1980)